# Łyszczyce Nowe
Łyszczyce Nowe (biał. Новыя Лышчыцы; ros. Новые Лыщицы) – wieś na Białorusi, w obwodzie brzeskim, w rejonie brzeskim, w sielsowiecie Łyszczyce, którego władz są siedzibą.
Znajduje się tu stacja kolejowa Łyszczyce, położona na linii Brześć - Białystok.

## Historia
Wieś powstała wokół stacji kolejowej. W dwudziestoleciu międzywojennym miejscowość miała status stacji. Leżała ona wówczas w Polsce, w województwie poleskim, w powiecie brzeskim, do 18 kwietnia 1928 w gminie Łyszczyce, następnie w gminie Motykały. Po II wojnie światowej w granicach Związku Sowieckiego. Od 1991 w niepodległej Białorusi.